# Лин Кокс
Лин Кокс (на английски: Lynne Cox, родена през 1957 г. в Бостън, Масачузетс, САЩ ) е американска плувкиня на дълги разстояния в открити води и писателка.
През 1971 г. тя и съотборниците ѝ са първата група тийнейджъри, плували до остров Санта Каталина в Калифорния. Два пъти подобрява рекорда за най-бързо прекосяване на Ла Манш – през 1972 г. с време 9 часа и 57 минути и през 1973 г. с време 9 часа и 36 минути.  През 1975 г. Кокс става първата жена преплувала протока Кук в Нова Зеландия, който е с дължина 16 km и температура 10 °C. През 1976 г. тя става първият човек, преплувал Магелановия проток в Чили и първия да обиколи нос Добра надежда в ЮАР плувайки.
Кокс е известна с това, че на 7 август 1987 г. преплува Беринговия проток за 2 часа и 5 минути  от остров Малък Диомид (Little Diomede Island) в Аляска до остров Ратманов (на английски „Голям Диомид“, Big Diomede), тогава част от СССР, където и когато температурата на водата е със средна температура 6–7 °C.  През този период от историята хората, живеещи на Диомидовите острови – отдалечени на едва 3,7 km един от друг – нямат право да пътуват между тях, въпреки че тамошните ескимоски общества са тясно свързани докато коренното население на Ратманов е преместено в континентална Русия след Втората световна война.  Постижението ѝ намалява напрежението на Студената война и Роналд Рейгън и Михаил Горбачов я хвалят за успеха ѝ. 
След подписването на Договора за ликвидиране на ракетите със среден обсег на действие в Белия дом Горбачов вдига тост с Рейгън с думите „Миналото лято на една смела американка на име Лин Кокс ѝ бяха необходими само два часа да плува от едната от нашите страни до другата. Видяхме по телевизията колко искрена и приятелска беше срещата между нашите хора и американците когато тя стъпи на съветския бряг. Тя доказа с куража си колко близо живеят народите ни един до друг“. 
Друго нейно постижение е плуването на над 1,6 km във водите на Антарктика. Кокс е във водата в продължение на 25 минути и преплува 1,96 km.  Книгата ѝ относно това преживяване, Swimming to Antarctica („Плуване до Антарктика“) е публикувана през 2004 г.
Втората ѝ книга, Grayson, описва срещата ѝ със загубено бебе сив кит по време на ранна тренировка на брега на Калифорния. Публикувана е през 2006 г.
През август 2006 г. тя преплува река Охайо в Синсинати от Серпентайн уол (Serpentine Wall) до Нюпорт (Кентъки) с цел обръщане на внимание на плановете за понижаване на стандартите за качество на водата за река Охайо.
През 2011 г. тя публикува South with the Sun („Юг със слънцето“), едновременно биография на Роалд Амундсен и хроника на плувческата ѝ експедиция от 2007 г. до Гренландия, Бафинова земя и Аляска, по следите на експедицията на Амундсен до Северозападния морски път.
Астероидът 37588 Lynnecox е наречен в нейна чест. 